# Cypress Avenue
Cypress Avenue – stacja metra nowojorskiego, na linii 6. Znajduje się w dzielnicy Bronx, w Nowym Jorku i zlokalizowana jest pomiędzy stacjami East 143rd Street – St. Mary’s Street i Brook Avenue. Została otwarta 7 stycznia 1919.